# Ђиришу де Криш-Коросгиирес (Бихор)
Ђиришу де Криш-Коросгиирес (рум. Girişu de Criş-Kőrösgyíres) насеље је у Румунији у округу Бихор. Oпштина се налази на надморској висини од 102 m.

## Становништво
Према подацима из 2011. године у насељу је живело 5170 становника.